# 萬亞企業
萬亞企業控股有限公司，簡稱萬亞企業控股和萬亞企業（Union Asia Enterprise Holdings Limited，港交所：8173），在2007年，由8名菲律賓籍人士，於菲律賓（總部，香港為主要辦事處）成立Mt. Mogan Resources and Development Corporation（由「黑砂實業有限公司」持有，由本公司前主席許達利開設）。
前身為「寰亞礦業有限公司」。
業務在當時於菲律賓經營磁鐵礦砂的開發，以及開採加上其他資源的商貿活動，現時經營不鏽鋼絲、化妝品、護膚品、首飾及瓶裝水買賣以及出租遊樂船隻。
而股份則在2009年10月28日，透過智庫媒體集團(控股)有限公司換取上市。

## 連結
- unionasiahk.com